# Funding for Lending Scheme (Англия)
Funding for Lending Scheme (сокр. FLS) — финансовая схема кредитования домашних хозяйств, компаний, созданная для стимулирования экономической деятельности. Запущена банком Англии и Казначейством Великобритании 13 июля 2012 года. Является специфическим инструментом денежно-кредитной политики.
Суть «Funding for Lending Scheme» заключается в последовательном стимулировании кредитных и инвестиционных компаний к вложению в реальный сектор экономики — предоставления длинных дешевых кредитов домашним хозяйствам и нефинансовым организациям.
Схема работает за счёт того, что фонды, предоставляемые банкам для вложения в реальную экономику, имеют меньшую стоимость, а условия предоставления являются облегченными. Дешёвое финансирование должно способствовать снижению процентных ставок по кредитам для домашних хозяйств и компаний. Кроме того, схема поощряет банки увеличивать кредитование, позволяя им занимать больше средств по более привлекательным ставкам, чем больше они кредитуют.
Вместе с количественным смягчением «Funding for Lending Scheme» является частью мер по стимулированию экономики, сформированных по результатам финансового кризиса 2008 года.